# JNX (自動車)
JNX（Japanese automotive Network eXchange）は、日本国内の自動車メーカーと自動車部品メーカーなどで構成される、セキュリティの確保された業界ネットワークである。各種の部品などの取引や情報交換に使用される。2000年10月にサービス開始、2017年には2700社を超える加入があり、自動車メーカー、自動車部品メーカーのみならず、社会システム、建機メーカー、農機メーカー等が接続している。

## 意義と機能
従来、各自動車メーカーが様々な部品メーカーに部品を注文したりするのには、各メーカー独自の情報交換網を構築・維持する必要があり、メーカー側にしてもそのネットワークの維持は負担であり、また部品メーカー側も各自動車メーカーとの間に専用線や端末を設置したりするなど多重な投資が必要であった。
そこで各自動車メーカーが相乗りしてひとつの共通ネットワークを作り、そこで信頼性の高いデータ交換をすることにしたのである。この結果、部品メーカー側もJNXに接続さえすれば、全ての自動車メーカーとの取引が（物理的には）可能になった。（部品メーカーがJNXに加入したからといって、大手の自動車メーカーが取引をしてくれるわけではない。個別の営業が必要である）なお、将来的には海外の同様の業界ネットワーク（アメリカのANX,ヨーロッパのENXなど）と接続する構想もある。

## 利用者とアクセス方法
利用できるのは主として、自動車メーカーと自動車の部品を提供しているメーカーである。一部それ以外の企業も参加しているが、一般の個人は利用できない。なお、利用者はTP（Trading Partner）と呼ばれる。
アクセス方法は、専用線によりJNXのネットワークに接続して他のTPとデータ交換をする方法から、（JNXが認定したプロバイダから接続した）インターネットを通してつなぐ方法など、いくつかの手段が提供されており、費用と転送量を考慮して各々のTPが選択することになる。

## JNX運営団体
- 一般社団法人日本自動車工業会
- 一般社団法人日本自動車部品工業会
- 一般財団法人日本自動車研究所 JNXセンター

## JNX加入自動車業界関連団体
- 公益財団法人自動車情報利活用促進協会
- 公益財団法人自動車リサイクル促進センター
- 公益財団法人日本産業廃棄物処理振興センター
- 一般財団法人自動車検査登録情報協会
- 一般社団法人全国軽自動車協会連合会
- 日本自動車輸入組合

## CSP（認定サービスプロバイダー）
- 株式会社トヨタシステムズ
- 日本情報通信株式会社
- ソフトバンク株式会社

## CASP（認証局サービスプロバイダー）
- セコムトラストシステムズ株式会社

## ASP（アプリケーションサービスプロバイダー）
- CAI(日本アイ・ビー・エム)
- u-Diex(トヨタシステムズ)
- EGW(日本情報通信)
- ProcureMART(富士通)